# Margaret M. Davies
Margaret Davies (1944. november 8. – ) ausztrál herpetológus. Az Adelaide-i Egyetemen dolgozott, ahol Ausztrália békafajait tanulmányozta. 2002-ben ment nyugdíjba. Eredetileg az egyetem oktatói állására nevezték ki, de az 1970-es évektől kezdve a békák taxonómiájának és ökológiájának kutatása felé fordult. Pályafutása során több mint 30 új békafajt azonosított és több mint 120 publikációhoz járult hozzá. Zoológiai szakmunkákban nevének rövidítése: „Davies”.
Davies 1966-ban a Tasmániai Egyetemen szerzett diplomát, majd a canberrai Ausztrál Nemzeti Egyetemen mesterdiplomát. 1966-ban az Adelaide-i Egyetemen doktorált az Uperoleia nemzetségről szóló munkájával.

## Elismerései
1996-ban az Adelaide-i Egyetemtől dékáni oklevelet kapott a zoológia szakterület kiváló oktatói tevékenységéért.
A Dél-Ausztráliai Királyi Társaság tiszteletbeli tagja (26 évig volt a tanács tagja), szolgálataiért és hozzájárulásáért az Ausztrál Herpetológusok Társaságának élethossziglani tagságát kapta.
A herpetológia területén végzett tudományos szolgálataiért 2014-ben megkapta Ausztrália Rendjét.
2015-ben a Tasmániai Nők Becsületrend tagja lett.

## A tiszteletére elnevezett taxonok
- Litoria daviesae Mahony, Knowles, Foster & Donnellan, 2001
- Uperoleia daviesae Young, Tyler & Kent, 2005[5]

## Az általa leírt taxonok
- Cophixalus zweifeli
- Crinia bilingua
- Crinia nimbus
- Cyclorana vagitus
- Limnodynastes lignarius
- Litoria cavernicola
- Litoria exophthalmia
- Litoria longirostris
- Litoria lorica
- Litoria pallida
- Litoria personata
- Litoria piperata
- Litoria splendida
- Litoria umbonata
- Litoria xanthomera
- Mixophyes hihihorlo
- Neobatrachus aquilonius
- Rheobatrachus vitellinus
- Uperoleia altissima
- Uperoleia arenicola
- Uperoleia aspera
- Uperoleia borealis
- Uperoleia capitulata
- Uperoleia crassa
- Uperoleia fusca
- Uperoleia glandulosa
- Uperoleia inundata
- Uperoleia lithomoda
- Uperoleia littlejohni
- Uperoleia martini
- Uperoleia micromeles
- Uperoleia mimula
- Uperoleia minima
- Uperoleia talpa
- Uperoleia trachyderma
- Uperoleia tyleri